# Армадило
Армадило је заједнички назив за 2 породице из реда оклопника (Cingulata), Dasipodidae и Chlamyphoridae, које живе у Северној и Јужној Америци. Ове две породице једине су преживеле породице из реда оклопника (Cingulata), а породица пампаске звери (Pampatheriidae) и потпородица глиптодонти (Gliptodontinae), изумрле су.
Армадило припада надреду Xenatrhra заједно са лењивцима и мравоједима из реда крезубице.

## Име
Реч „армадиљо“ на шпанском значи „онај који има оклоп“. На језику наватл ова животиња се зове āyōtōchtli, што значи „корњача - зец”.

## Опис
Постоји око десет живих родова и око 20 врста живих врста армадиља, који се разликују по броју колутова на њиховом оклопу. Њихова просечна дужина је око 75 cm, укључујући и реп; џиновски армадиљо нарасте до 150 cm и тежи до 59 kg, док ружичасти вилински армадиљо има укупну дужину 12–15 cm. Све врсте су пореклом из Северне и Јужне Америке, где настањују различита станишта, нарочито у Парагвају и околним подручјима. Многе врсте су угрожене.

## Распрострањеност
Неке врсте попут дугоносих армадиља имају широко подручје распростирања, док су други, попут вилинских армадиља концентрисани на мање подручје у Јужној Америци. Деветопојасни Армадиљо некада је имао мало подручје распростирања у САД, али с временом се због недостатка природних непријатеља проширио по Северној и Јужној Америци све до Аргентине.

## Филогенија
Dasypodidae, попут Chlamyphoridae, је базална клада унутар Cinglata, као што је приказано испод. D. kappleri је базална унутар Dasypodidae.

## Класификација
Испод је таксономија армадила у овој породици.
Породица Dasypodidae
- † Род Acantharodeia
- † Род Amblytatus
- † Род Archaeutatus
- † Род Astegotherium
- † Род Barrancatatus
- † Род Chasicotatus
- † Род Chorobates
- † Род Coelutaetus
- † Род Eocoleophorus
- † Род Epipeltecoelus
- † Род Eutatus
- † Род Hemiutaetus
- † Род Isutaetus
- † Род Lumbreratherium
- † Род Macrochorobates
- † Род Mazzoniphractus
- † Род Meteutatus
- † Род Pedrolypeutes
- † Род Prodasypus
- † Род Proeutatus
- † Род Prostegotherium
- † Род Pucatherium
- † Род Punatherium
- † Род Stegotherium
- † Род Stenotatus
- † Род Utaetus
- Подпородица Dasypodinae
  - † Племе Astegotheriini
    - † Род Nanoastegotherium
    - † Род Parastegosimpsonia
    - † Род Riostegotherium
    - † Род Astegotherium
    - † Род Stegosimpsonia

  - Племе Dasypodini
    - † Род Anadasypus
    - Род Dasypus
    - † Род Pliodasypus
    - † Род Propraopus